# Гудаљи
Гудаљи су насељено место у саставу Града Озља, до нове територијалне организације у саставу бивше општине Озаљ, у Карловачкој жупанији, Хрватска.

## Становништво

### Број становника по пописима
| Националност   | 2001. | 1991. | 1981. | 1971. | 1961. | 1953. | 1948. | 1931. | 1921. | 1910. | 1900. | 1890. | 1880. | 1869. | 1857. |
| бр. становника | 1     | 4     | 8     | 22    | 23    | 36    | 37    | 0     | 0     | 0     | 33    | 0     | 0     | 0     | 0     |

- напомене:

Исказује се од 1900. Од 1910. до 1931. подаци су садржани у насељу Булићи. У 1900. и 1948. означено као део насеља, а од 1953. као насеље.

### Национални састав
| Националност       | 1991.      | 1981.      | 1971.       | 1961.       |
| Хрвати             | 0          | 0          | 3 (13,63%)  | 1 (4,34%)   |
| Срби               | 0          | 2 (25,00%) | 10 (45,45%) | 22 (95,65%) |
| Југословени        | 2 (50,00%) | 3 (37,50%) | 3 (13,63%)  | 0           |
| остали и непознато | 2 (50,00%) | 3 (37,50%) | 6 (27,27%)  | 0           |
| Укупно             | 4          | 8          | 22          | 23          |